# Samuel Giovane
Samuel Giovane, né le 28 mars 2003 à Lugo en Italie, est un footballeur italien, qui évolue au poste de milieu de terrain à l'Ascoli Calcio, en prêt de l'Atalanta Bergame.

## Biographie

### En club
Né à Lugo en Italie, Samuel Giovane est formé par l'AC Cesena avant de rejoindre le centre de formation de l'Atalanta Bergame en 2017, où il devient l'un des joueurs les plus prometteurs de sa génération.
Le 4 août 2022, Samuel Giovane est prêté par l'Atalanta à l'Ascoli Calcio pour une saison.
Le 2 août 2023, le prêt de Samuel Giovane à l'Ascoli Calcio est renouvelé pour une saison.

### En équipe nationale
Samuel Giovane est sélectionné avec l'équipe d'Italie des moins de 16 ans. Il joue au total quatre matchs, tous en 2018, et marque un but.
Avec l'équipe d'Italie des moins de 17 ans, il participe au championnat d'Europe des moins de 17 ans en 2019 qui se déroule en Irlande. Lors de cette compétition il joue cinq matchs. Il marque un but lors de la première rencontre face à l'Allemagne (l'Italie s'impose 1-3 ce jour-là). Son équipe atteint la finale face aux Pays-Bas. Il participe à cette rencontre mais l'Italie s'incline ce jour-là (4-2).
Il est à nouveau sélectionné avec les moins de 17 ans pour participer à la coupe du monde des moins de 17 ans en 2019 où il est l'un des deux seuls joueurs nés en 2003 à être convoqué. Giovane joue deux matchs lors de ce tournoi. Les jeunes italiens s'inclinent en quarts de finale face au Brésil (0-2). Rencontre qu'il suit du banc.
Avec les moins de 18 ans, Giovane compte trois sélections, obtenues entre 2019 et 2021.

## Palmarès

### En sélection
Italie -17 ans
- Championnat d'Europe des moins de 17 ans
  - Finaliste en 2019.

 Italie -20 ans
- Coupe du monde des moins de 20 ans
  - Finaliste en 2023.